# Дзоали
Дзоа̀ли (на италиански: Zoagli; на лигурски: Zoaggi, Зоаджи) е малко морско курортно градче и община в Северна Италия, провинция Генуа, регион Лигурия. Разположено е на брега на Лигурско море, на лигурското Източно крайбрежие. Населението на общината е 2505 души (към 2011 г.).